# 테살로니키 아리스토텔레스 대학교

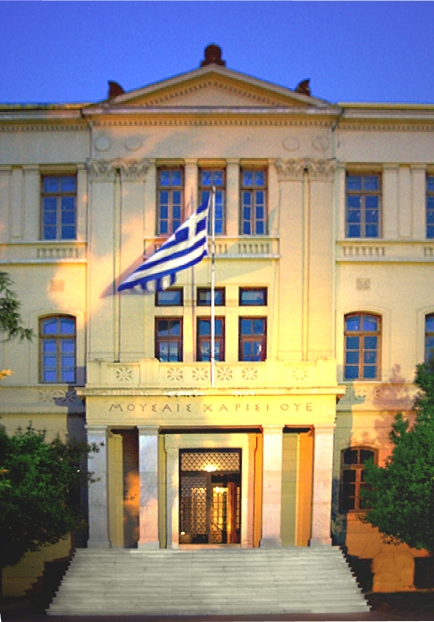

테살로니키 아리스토텔레스 대학교는 그리스 테살로니키에 있는 대학교이다. 1925년에 당시 총리였던 알렉산드로스 파파나스타시우에 의해서 테살로니키 대학교라는 이름으로 설립되었다. 1954년에 철학자인 아리스토텔레스의 이름을 따서 현재의 교명으로 바뀌었고 교표에는 테살로니키의 수호성인인 디미트리우스의 얼굴이 있다. 23만 제곱미터의 캠퍼스가 테살로니키 시의 중심에 있다. 몇몇 시설들은 운영상의 이유로 캠퍼스에서 떨어져 있다.
아리스토텔레스 대학교는 현재 그리스에서 가장 큰 규모의 교육기관이다. 2010년의 세계 대학 학술 순위에 따르면 아리스토텔레스 대학교는 세계에서 400위권 안에 있는 것으로 조사되었다.